# Ligue des sociaux-démocrates de Voïvodine
La Ligue des sociaux-démocrates de Voïvodine (en serbe cyrillique : Лига социјалдемократа Војводине ; en serbe latin : Liga socijaldemokrata Vojvodine ; en abrégé : LSV) est un parti politique social-démocrate de Serbie fondé en 1990. Il a son siège à Novi Sad et est présidé par Nenad Čanak.

## Historique

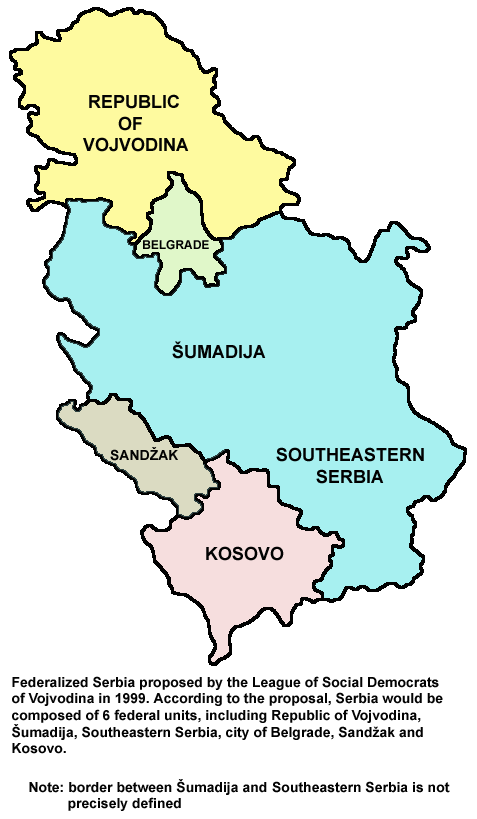
La république de Voïvodine dans une Serbie fédérale, projet de la Ligue, 1999

La Ligue des sociaux-démocrates de Voïvodine (LSV) est créée le 14 juillet 1990, avec comme objectif la défense des particularités de la province de Voïvodine, notamment sa diversité ethnique, linguistique et religieuse. 
Au 1er congrès du parti, la LSV adopte un programme qui comprend les principes suivants : la liberté, l'égalité, la justice, la solidarité et la publicité médiatique. Lors du 2e congrès, qui se tient en juillet 1997, la Ligue adopte un nouveau statut.
Dans les premières années de son existence, les activités de la Ligue sont principalement tournées vers l'organisation d'actions antiguerre. Avec d'autres partis, elle organise des manifestations en Voïvodine et s'oppose publiquement à la mobilisation des citoyens de la région sur les fronts de Croatie et de Bosnie-Herzégovine.
La Ligue se fait l'avocate du « droit à prendre des décisions autonomes sur les affaires fondamentales de la Voïvodine au sein de la Serbie », droit aboli, selon elle, après la Révolution anti-bureaucratique de 1988 et après les changements constitutionnels effectués à partir de 1990, qui, toujours selon elle, ont réduit l'autonomie de la région à un « minimum protocolaire ».
En décembre 1998, la Ligue proclame que son but politique est la création d'une république de Voïvodine à l'intérieur d'une Serbie devenue fédérale. Plus récemment, elle a abandonné l'idée de cette république mais continue à défendre une plus large autonomie de la province. En novembre 2011, une représentante officielle du parti, Aleksandra Jerkov, affirme que « la Voïvodine a besoin de plus de compétence territoriale » mais qu'« il n'y a pas besoin pour cela d'une république ».

## Activités électorales

### Élections nationales

Drapeau de la Ligue des sociaux-démocrates de Voïvodine

Aux élections législatives serbes de 2003, la Ligue des sociaux-démocrates de Voïvodine participe à la coalition Ensemble pour la tolérance emmenée par Nenad Čanak, József Kasza et Rasim Ljajić ; l'alliance obtient 161 765 voix, soit 4,22 % des suffrages, ce qui ne lui permet pas d'obtenir de siège à l'Assemblée nationale de la république de Serbie.
Aux élections législatives du 21 janvier 2007, la Ligue participe à une coalition emmenée par le Parti libéral-démocrate (LDP) de Čedomir Jovanović et qui comprend aussi l'Alliance civique de Serbie (GSS) et l'Union sociale-démocrate (SDU). La coalition remporte 5,31 % des suffrages et obtient 15 sièges sur 250 à l'Assemblée, dont 4 reviennent à la Ligue ; son président, Nenad Čanak, est ainsi élu député.

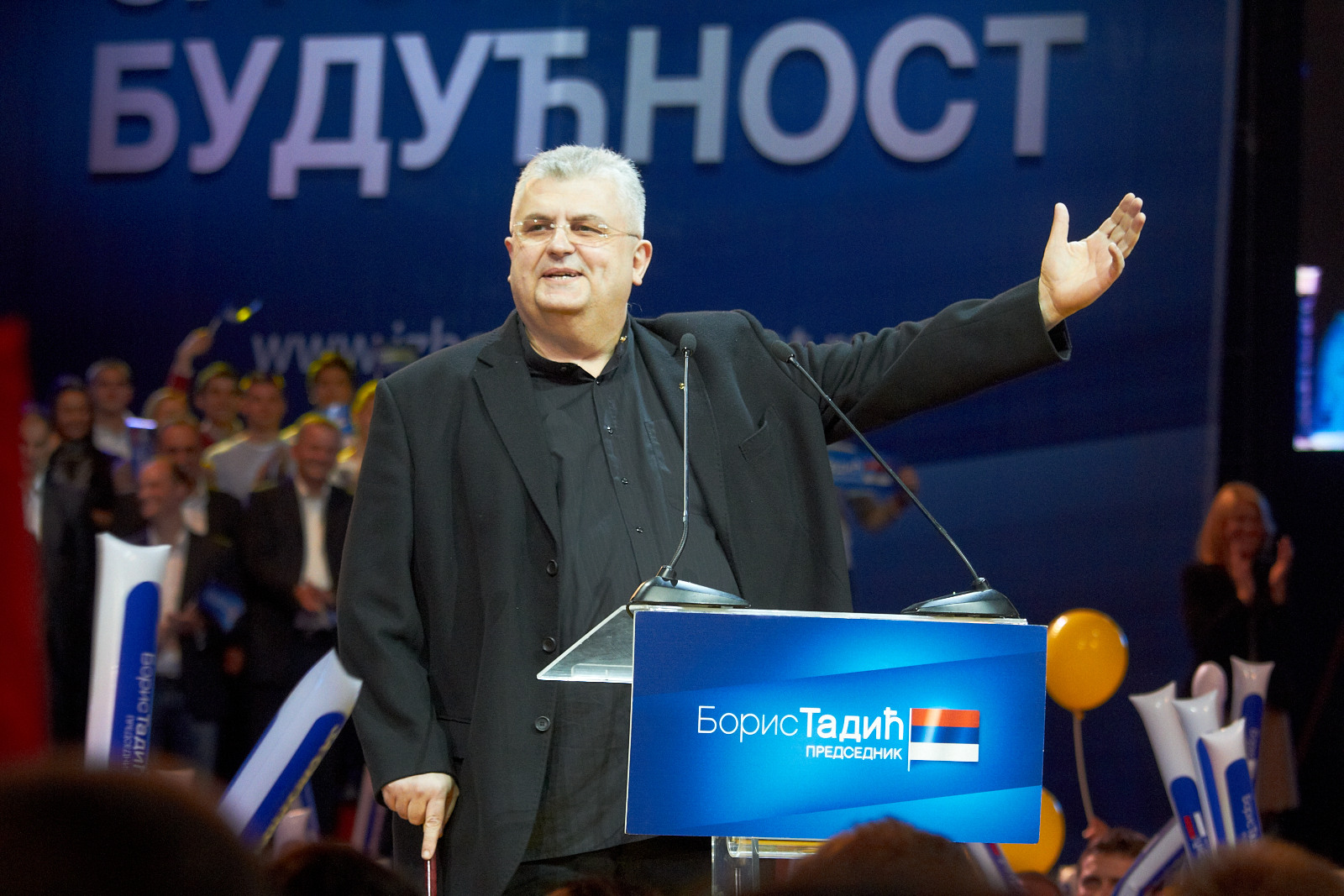
Nenad Čanak en 2012

À l'élection présidentielle serbe de 2008, la Ligue des sociaux-démocrates de Voïvodine soutient le président sortant Boris Tadić dès le premier tour. Aux élections législatives anticipées de la même année, le parti figure sur la liste de la coalition Pour une Serbie européenne emmenée par Tadić qui obtient 38,4 % des suffrages et envoie 102 représentants à l'Assemblée, dont 5 pour la LSV ; Čanak est reconduit dans son mandat parlementaire.
Lors des élections législatives serbes de 2012, la LSV participe à la coalition Un choix pour une vie meilleure, emmenée par Boris Tadić. La coalition recueille 863 294 voix, soit 22,06 % des suffrages, ce qui lui vaut 67 sièges à l'Assemblée ; la Ligue des sociaux-démocrates de Voïvodine constitue un groupe parlementaire qui compte 5 membres et est présidé par Bojan Kostreš.

### Élections provinciales

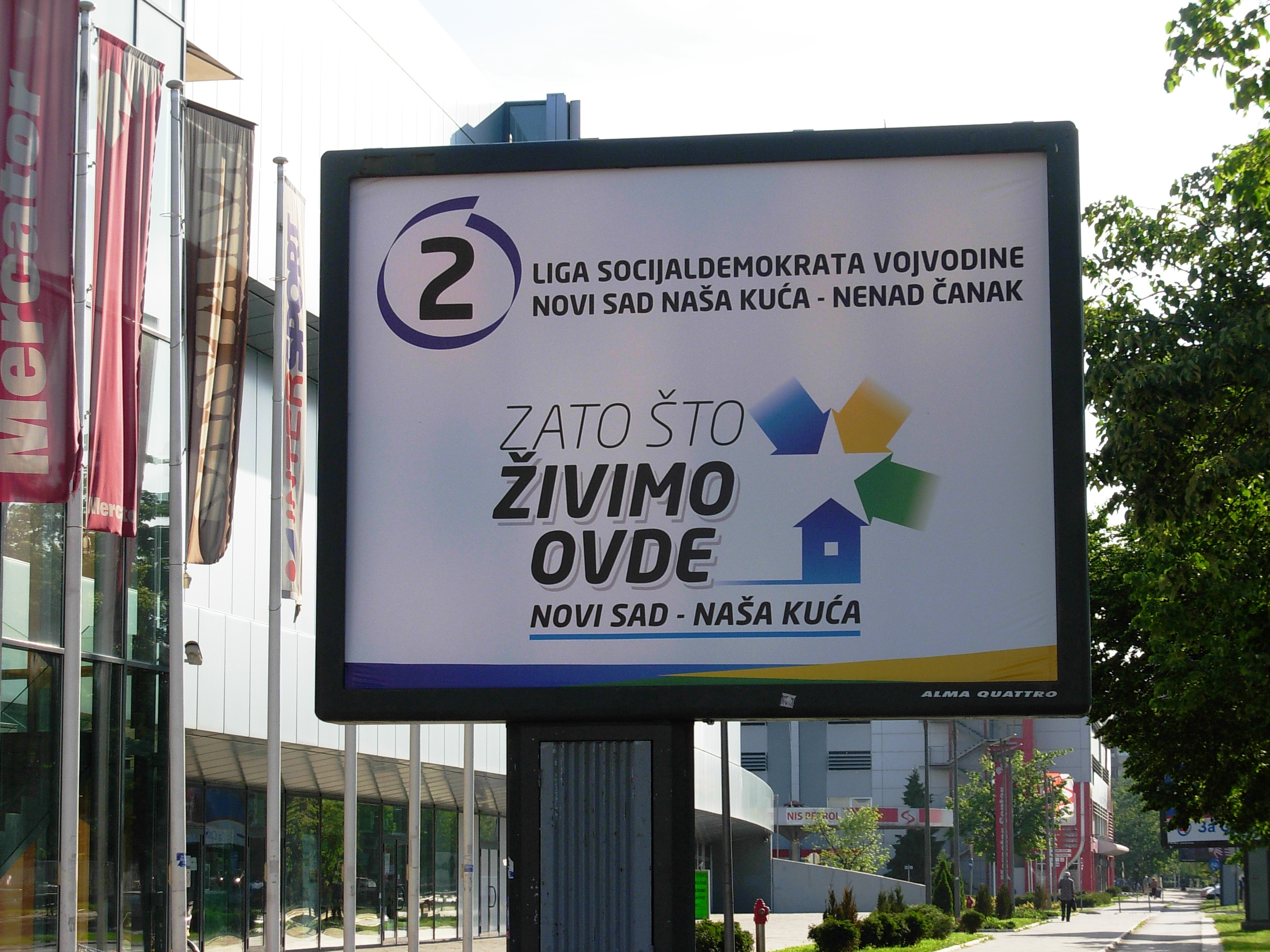
Panneau électoral de la Ligue à Novi Sad, 2012

Aux élections provinciales de 2004, la Ligue participe à la coalition Ensemble pour la Voïvodine, emmenée par Nenad Čanak ; au scrutin proportionnel plurinominal, elle obtient 60 389 voix, soit 9,44 % des suffrages exprimés, et 6 sièges à l'Assemblée provinciale. Elle obtient un 7e siège au scrutin majoritaire à deux tours dans la municipalité de Zrenjanin. La coalition est reconduite pour les élections provinciales de 2008 ; elle obtient en tout 6 députés.
La Ligue participe seule aux élections provinciales de 2012 et obtient 10 députés, dont 8 au premier tour et 2 au scrutin majoritaire, dans les municipalités de Zrenjanin et de Kikinda,.

## Programme
Le programme de la Ligue des sociaux-démocrates de Voïvodine s'articule autour de 6 objectifs. Il revendique d'abord l'égalité des citoyens devant la loi et la Constitution, avec les mêmes droits et les mêmes obligations, sans distinction de sexe, de nationalité, de religion, d'appartenance politique ou d'orientation sexuelle. Il prône aussi la liberté de pensée et d'expression, la justice, la solidarité (qui suppose la lutte contre les inégalités), la justice sociale (qui suppose la lutte contre la pauvreté) et la tolérance qui est « l'autre nom de la Voïvodine » et qui suppose le respect de la différence et le refus de toute forme de violence.

## Organisation
- Présidence
  - Nenad Čanak, président
  - Bojan Kostreš, vice-président et secrétaire général
  - Branislav Bogaroški, président adjoint
  - Aleksandar Jovanović, président adjoint
  - Đorđe Stojšić, président adjoint
  - Dušan Jakovljev, président du conseil politique
  - Aleksandar Kravić, président de la commission statutaire
  - Dejan Čapo, président du conseil de surveillance
  - Dragana Dukić, président du LSVO
  - Ela Štraub, présidente du conseil des femmes
  - Marinika Čobanu
  - Sandra Ristić
  - Radovan Latinović
  - Vladislav Ilkić
  - Karolj Čizik
  - Tibor Vaš
  - Miloš Pejakov
  - Branislav Knežević
  - Olena Papuga
- Comité central
- Conseil politique
- Conseil d'administration
- Conseil de surveillance
- Conseil statutaire
- Commission statutaire
- Conseil des experts
- Forum des femmes
- Jeunesse

## Groupes parlementaires (2012)

### Assemblée nationale de la république de Serbie
- Dragan Andrić
- Karolj Čizik
- Bojan Kostreš, président du groupe parlementaire
- Olena Papuga
- Đorđe Stojšić, vice-président du groupe parlementaire

### Assemblée de la province autonome de Voïvodine
- Branislav Bogaroški, président du groupe parlementaire
- Maja Sedlarević, vice-présidente du groupe parlementaire
- Dušan Jakovljev
- Robert Kolar
- Nataša Lalić
- Aleksandar Marton
- Adam Paljov
- Daniel Petrović
- Saša Homanov
- Miloš Šibul